# Manfred Nilsson
Axel Manfred Nilsson, född 22 september 1915 i Stockholm, död 20 juli 2000, var en svensk diplomat och redaktör.

## Biografi
Nilsson var son till bokbindaren Axel Nilsson och Anna, född Gustafsson. Han tog studentexamen i Stockholm 1934 och genomförde universitetsstudier 1934-1939 (Stockholms högskola 1936-1938). Nilsson var frilansjournalist 1940-1944, anställd vid Morgon-Tidningen 1944 och A-pressens Stockholmsredaktion 1954 samt var dess chef 1955. Han var anställd vid LO:s pressavdelning 1961, var pressombudsman vid LO 1962 och internationell sekreterare där 1966. Nilsson var arbetsmarknadsattaché i Bonn 1970, kansliråd och chef för Utrikesdepartementets (UD) pressbyrå 1970 samt var departementsråd och chef för UD:s press- och informationsenhet 1976. Han var därefter ambassadör i Sofia 1978-1981.
Nilsson gifte sig första gången 1942 med Ulla-Brita Wollgarth (1919–2002), dotter till löjtnanten Hjalmar Wollgarth och Thyra Kallin. Han gifte sig andra gången 1973 med Inga-Britt Johansson (1939–2012). I sitt första äktenskap var han far till Ove (född 1942) och Staffan (född 1944). Nilsson avled 2000 och gravsattes på Norra begravningsplatsen i Stockholm.